# Anna Oz
Anna Oz es una película francesa dirigida por Éric Rochant y estrenada en 1996. 

## Sinopsis
Una joven llamada Anna Oz comienza una relación ambigua con el misterioso ladrón de cuadros Marcello en un museo veneciano. Un día se despierta en la habitación de Marcello en París, pero ella duda y piensa que se trata de un sueño. La historia da un vuelco y la joven acaba teniendo que ser citada como testigo de un crimen del que no recuerda nada. 

## Ficha técnica
- Título : Anna Oz
- Director : Éric Rochant
- Guion : Éric Rochant y Gérard Brach
- Música : Steve Turre
- Fotografía : Pierre Lhomme
- País :  Francia,  Italia,  Suiza
- Formato : color
- Género : Drama, Thriller
- Duración : 98 minutos
- Fecha de estreno : 1996

## Reparto
- Charlotte Gainsbourg : Anna Oz
- Gerard Lanvin : Marcelo
- Sami Bouajila : Marca
- Gregori Derangere :Tomás
- Emmanuelle Devos : Corinne
- Jean-Michel Fête : amiga de Corinne
- Jim Adhi Limas : policía
- Vainilla Attié : Epifanía
- Richard Sammel : desconocido
- Alain Ollivier : Víctor Khan
- Catalina Ferrán : Marina Marini
- Camille Japy : Florencia
- Irene Tasembedo : africano